# Azeredo da Silveira
Antonio Francisco Azeredo da Silveira (Rio de Janeiro, 22 de setembro de 1917 — Rio de Janeiro, 27 de abril de 1990) foi um diplomata brasileiro, ministro das Relações Exteriores no governo de Ernesto Geisel, de 15 de março de 1974 a 15 de março de 1979. 

## História
Ele foi o quinto de sete filhos, em uma família que participava ativamente da política; seu pai era parlamentar de oposição ao regime ditatorial de Getúlio Vargas, por isso teve o pai preso por diversas vezes; seu bisavô foi Ministro dos Assuntos Estrangeiros durante a década de 1870, além disso seu avô foi também influente, participando diversas vezes da Comissão Diplomática da Câmara.
Devido às inúmeras prisões do pai, Azeredo da Silveira teve que conciliar, aos 14 anos, estudos com o trabalho, em um banco, além de largar a escola Anglo-Americana. Em 1939, deixou o trabalho no banco e foi morar nos Estados Unidos por 4 anos, onde trabalhou na parte administrativa do consulado brasileiro em São Francisco. Aos 26 anos, em 1943, voltou ao Brasil, com o intuito de ingressa à carreira de diplomata, no Rio de Janeiro, fez o curso de formação de sete meses, no qual conheceu sua esposa May paranhos. Juntou-se ao grupo Novos Turcos, em que jovens diplomatas, em desacordo com a direção do ministério das Relações Exteriores, debatiam alternativas doutrinárias.
Em 1964, Azeredo da Silveira tornou-se embaixador em Genebra, ocupando o cargo de diretor da Divisão de Assuntos Administrativos. Depois, tornou-se embaixador em Buenos Aires, o que conferiu importância na sua percepção, pouco convencional, na relação Brasil-Argentina. Nesse sentido, ensejou-se sua chancelaria no governo Geisel, aos 56 anos. Após seu período como Ministro das Relações Exteriores, foi lotado nos EUA (1979-1983) e em Portugal (1983-1985), como chefe de missão permanente. Em 1990, aos 73 anos, Silveira morreu vítima de um câncer.

## Chancelaria
Sua gestão foi marcada pela nova orientação da política externa brasileira, o dito “pragmatismo responsável e ecumênico”, o que resultou em ser o Brasil o primeiro país a reconhecer o novo governo português, que pôs fim à ditadura de Salazar, bem como na afirmação da postura em relação à descolonização e à abertura para novos mercados, estabelecendo relações diplomáticas com os Emirados Árabes Unidos e o Omã países exportadores de petróleo, portanto indispensáveis na nova conjuntura internacional de aumento de preços. Reconheceu, ainda, a independência de Guiné-Bissau, de Angola e de Moçambique, apoiando o ingresso das ex-colônias portuguesas na ONU, e estabeleceu relações diplomáticas com a República Popular da China.
A tônica do pragmatismo – e seu elemento mais distintivo – apresentado pelo Azeredo da Silveira, quando chanceler, foi a aproximação da política externa ao projeto normativo de tradições realistas de política internacional, da Teoria de Relações Internacionais. Assim, a diplomacia dos anos de Silveira utilizou‑se, nem sempre explicitamente, de conceitos e valores tradicionais do realismo político das Relações Internacionais.
Exemplo desse realismo é que Azeredo da Silveira recebeu o chanceler da Arábia Saudita, ocasião em que o Brasil se pronunciou pela primeira vez a favor da retirada de Israel dos territórios árabes ocupados e do reconhecimento dos direitos dos palestinos, tendo a delegação brasileira à VII Sessão Especial da Assembleia Geral da ONU, votado uma moção que afirmava ser o sionismo uma “política racista”. Tomando a mesma postura em relação ao regime do apartheid da África do Sul. Ainda em relação à política anticolonialista e antirracista, apoiou o governo independência do Zimbábue e a independência da Namíbia.
Azeredo da Silveira assinou em Bonn, o Acordo nuclear Brasil-Alemanha, que previa a construção e a instalação de oito centrais nucleares, de uma usina de enriquecimento de urânio e de empresas para fabricação e reprocessamento de combustível atômico e prospecção de minérios.
Com o início do governo de João Baptista Figueiredo, em março de 1979, foi substituído por Ramiro Saraiva Guerreiro, sendo em seguida nomeado Embaixador do Brasil nos Estados Unidos. Em maio de 1983, foi transferido para a embaixada do Brasil em Portugal, ocupando o cargo até 1985. Em dezembro desse ano, foi transferido para o Quadro Especial da carreira de diplomata e, em setembro de 1987, ao completar 70 anos, para o quadro de aposentados.

## Póstumo
Silveira concedeu uma entrevista sobre seu período a frente do Itamaraty. Em 2010 essa entrevista foi publicada em um livro. Em maio de 2000, o embaixador Dário Moreira de Castro Alves fez um discurso traçando, em poucas palavras, a vida de Azeredo da Silveira, seu amigo e colega, de forma bastante completa e muito pungente. Dário teria sido o principal responsável por Geisel ter escolhido Azeredo da Silveira como ministro.
Na ocasião do centenário do embaixador Antonio Francisco Azeredo da Silveira, em 22 de setembro de 2017, a Fundação Alexandre de Gusmão (FUNAG) realizou um seminário sob a direção de seu Presidente, Embaixador Sérgio Eduardo Moreira Lima. A publicação subsequente contém “discursos e conferências de Azeredo da Silveira, bem como notas introdutórias, artigos e ensaios selecionados de diplomatas e professores de relações internacionais”.